# Martinus Niele
Martinus Niele (Hoogwoud, 9 oktober 1895 – 27 juli 1971) was een Nederlands politicus.
Hij werd geboren als zoon van Nicolaas Niele (1872-1950) en Anna Agatha Tuinman (1866-1964). Hij was aanvankelijk schoenmaker en verzekeringsagent. Tijdens de Tweede Wereldoorlog was hij actief in het verzet. Eind 1945 werd hij benoemd tot waarnemend burgemeester van de gemeenten Egmond aan Zee en Egmond-Binnen. Niele werd daar in 1946 de burgemeester en in 1960 ging hij met pensioen. Hij overleed in 1971 op 75-jarige leeftijd.